# Ornithoglossum viride
Ornithoglossum viride là một loài thực vật có hoa trong họ Colchicaceae. Loài này được (L.f.) Dryand. ex W.T.Aiton miêu tả khoa học đầu tiên năm 1811.